# Le Gantelet vert
Pour plus de détails, voir Fiche technique et Distribution.
Le Gantelet vert (The Green Glove) est un film franco-américain réalisé par Rudolph Maté et sorti en 1952. 

## Synopsis
En France, durant la Seconde Guerre mondiale, Michael Blake, un officier américain, capture l’officier nazi et amateur d’art Paul Rona qui a dérobé, dans une église parisienne, la précieuse relique « le gantelet vert ». Michael s’en empare et la cache avec le dessein de revenir la chercher une fois la guerre terminée tandis que Rona réussit à s’évader. De retour à Paris quelques années plus tard, Michael entre en possession du gantelet et se trouve dès lors inextricablement mêlé aux crimes fomentés par Paul Rona cherchant à récupérer la relique. Avec l’aide de son amie Christine, Mike va devoir déjouer les pièges de son ennemi acharné…

## Fiche technique
- Titre : Le Gantelet vert
- Titre d’origine : The Green Glove
- Réalisateur : Rudolph Maté
- Premier assistant-réalisateur : Gilbert Mandelik
- Scénario : Charles Bennett
- Dialoguiste : Charles Bennett
- Décors : Alexandre Trauner
- Costumes : Rosine Delamare, Georgette Fillon
- Directeurs de la photographie : Claude Renoir, Roger Arrignon, Jacques Robin (deuxième équipe)
- Musique : Joseph Kosma
  - Chansons : Romance et L'amour est parti, paroles d'Henri Bassis et musique de Joseph Kosma, sont interprétées par Juliette Gréco
- Son : Joseph de Bretagne
- Photographe de plateau : Paul Paviot
- Maquillages : Paule Déan, Louis Louc
- Coiffures : Janine Jarreau
- Montage : Lola Barache
- Scripte : Lucie Lichtig
- Pays de production :  France,  États-Unis
- Langues de tournage : Français, anglais
- Année de tournage : 1951
- Studios : Studios de la Victorine (Nice, Alpes-Maritimes)
- Tournage extérieur : 
  - Paris
  - Monte-Carlo, Principauté de Monaco
- Société de production : Benagoss Productions (France-États-Unis)
- Producteur : André Halley des Fontaines
- Directeur de production : Pierre Laurent
- Distributeur d'origine : AGDC (Alliance Générale de Distribution Cinématographique)
- Format : noir et blanc — 1.37:1 — monophonique (Western Electric Sound System) — 35 mm
- Genre : film noir
- Durée : 92 minutes
- Dates de sortie : 
  - États-Unis : 31 janvier 1952
  - France : 12 mars 1952
- Affiche : Jacques Bonneaud (France)

## Distribution
| - Glenn Ford : « Mike » Michael Blake - Geraldine Brooks : « Chris » Christine Kenneth - Gaby Andreu : Gaby Saunders - George Macready : le comte Paul Rona - Jany Holt : la comtesse - Meg Lemonnier : madame Piotet - Roger Tréville : l’inspecteur Faubert - Juliette Gréco : la chanteuse (scènes coupées au montage) - Jean Bretonnière : le chanteur - Georges Tabet : Jacques Piotet - Frédéric O'Brady : Alphonse | - Jacques Clancy : Ivan - Roger Legris : Conrad Vernot - Edmond Ardisson : le chauffeur - Paul Bonifas : un inspecteur - Cedric Hardwicke : le père Goron, le curé de Saint-Elizar - Maurice Bénard - Michel Seldow - Guy-Henry - Daniel Cauchy - la voix de John Dehner (le narrateur) |